# Doller
La Doller è un fiume francese, affluente dell'Ill, dunque un subaffluente del Reno. La sua valle si apre verso est ai piedi del Ballon d'Alsace. Essa è parallela alla Thur che scorre un poco più a nord.

## Geografia

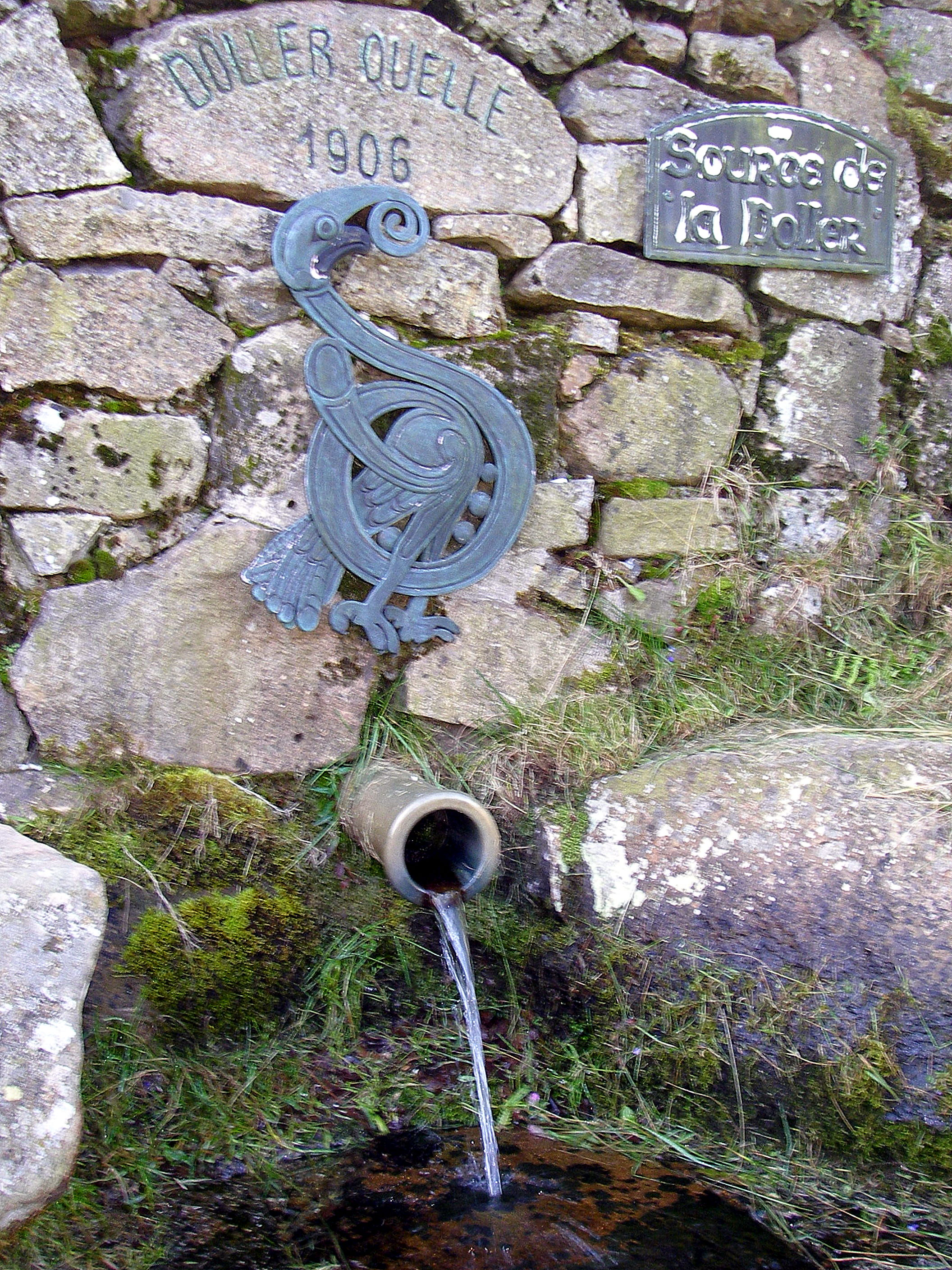
La sorgente della Doller a Fennematt

La Doller nasce sulle alture del Dolleren, nella località detta Fennematt a 922 metri d'altitudine nel massiccio del Ballon d'Alsace. La Fennematt fu dal 1871 al 1914, una frontiera nazionale tra la Francia e la Germania. La Doller scende da ovest a est, in 46 chilometri, un dislivello di 700 metri per confluire nell'Ill nell'abitato di Mulhouse.

### Comuni e cantoni attraversati

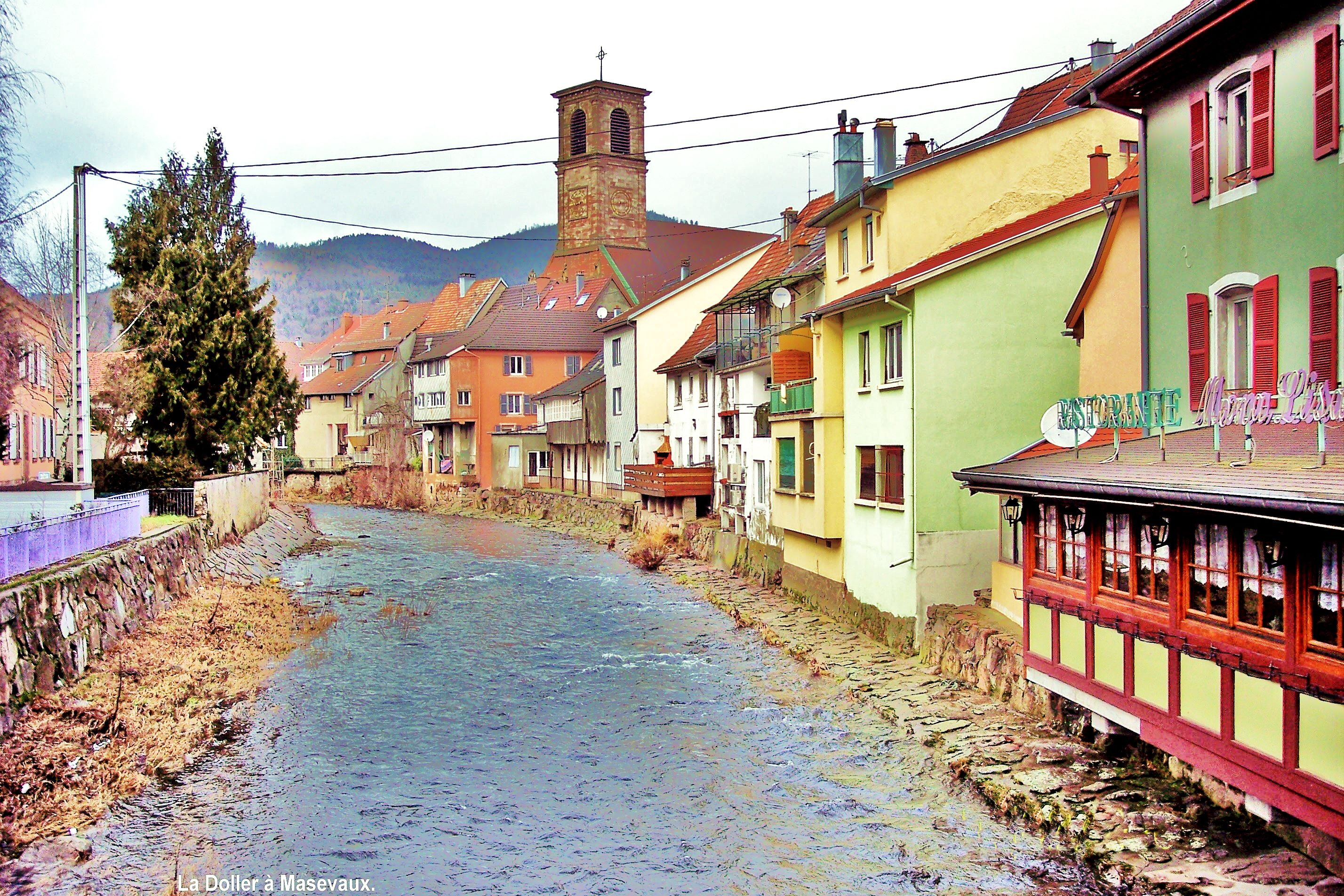
La Doller a Masevaux.

Essa bagna i comuni di Sewen, Dolleren, Oberbruck, Wegscheid, Kirchberg, Masevaux-Niederbruck, Sickert, Lauw, Sentheim, Guewenheim, Burnhaupt-le-Haut, Burnhaupt-le-Bas, Aspach-le-Haut, Aspach-le-Bas, Schweighouse-Thann, Reiningue, Lutterbach e Pfastatt prima di confluire de nell'Ill a Mulhouse.
In termini di cantoni, la Doller nasce nel cantone di Masevaux, attraversa cantoni di Cernay e di Kingersheim prima di confluire nel cantone di Mulhouse 2.

## Bacino idrografico
Il suo bacino idrografico di 215 chilometri quadrati alimenta d'acqua circa 200000 abitanti di cinquanta comune, una parte dei quali appartenenti all'agglomerato di Mulhouse. La Doller alimenta anche il lago artificiale di Michelbach, serbatoio d'acqua della regione di Mulhouse.

## Affluenti
Gli affluenti della Doller alla riva sinistra sono: il Wagenstallbach, il Seebach con i laghi di Alfeld e di Sewen, il Soultzbach, il Heimbach, il Bourbach, il Baerenbach, il Leimbach e il Dollerbaechlein. 
I suoi affluenti alla riva destra sono: il Grabenbach, il Lachtelweiherbaechel, l'Odiliabach, il Braembaechle, il Talungrunzbach, il Hahnenach e lo Steinbaechlein.

## Idrologia
La Doller presenta delle fluttuazioni stagionali di portata molto marcate. La stagione di piena si svolge in inverno e si accompagna a una portata mensile media da 6,67 a 8,20 m3/s, da dicembre a marzo incluso (con un massimo in febbraio). Dalla fine del mese di marzo, la portata media scende progressivamente fino al periodo di magra che si trova in estate, da giugno a settembre incluso, con una magra di portata mesile media che arriva a 1,09 m3/s nel mese di agosto, cioè 1090 litri al secondo. Ma le fluttuazioni sono molto più pronunciate sui brevi periodi e secondo gli anni.

## Turismo
Una ferrovia turistica a vapore, il Train Thur Doller Alsace (TTDA), serpeggia nella valle della Doller. Essa va, dal 1976, dalla stazione di Cernay a Sentheim, un troncone dell'antica linea da Cernay a Sewen.
La valle della Doller è anche celebre per la sua popolazione di castori.
La parte della valle che si estende sui comuni di Aspach-le-Bas, Burnhaupt-le-Bas, Guewenheim,
Lutterbach, Michelbach, Morschwiller-le-Bas, Reiningue, Schweighouse-Thann è classificata come sito Natura 2000.
La valle offre dei siti di mezza montagna adatti in particolare all'escursionismo. Oltre al massiccio del Ballon d'Alsace, quello dell'Alta Bers, (con i suoi laghi dei Perches, dei Grande e Piccolo Neuweiher) sono dotati di sentieri segnalati dal Club vosgien, che permettono di raggiungere molte fattorie-albergo.